# Òrgan de Jacobson

Esquema de l'òrgan de Jacobson

L'òrgan de Jacobson, conegut també com a òrgan veronasal, és un òrgan auxiliar del sentit de l'olfacte en certs vertebrats, alguns d'ells, tetràpodes. Es localitza al vòmer, entre el nas i la boca. Les neurones sensores dins d'aquest òrgan detecten diferents compostos químics, normalment grans molècules.
Les serps el fan servir per a olorar les preses, traient la llengua i atraient partícules a l'obertura de l'òrgan situat al paladar. Alguns mamífers utilitzen un moviment facial característic anomenat reflex de flehmen per a enviar compostos cap a aquest òrgan, mentre que en altres mamífers és el mateix òrgan el que es contrau i bomba aire per atreure els compostos.
La majoria d'animals amb òrgan vomeronasal el fan servir per a detectar feromones, tot i que algunes feromones són detectades per l'òrgan de l'olfacte. L'òrgan vomeronasal sembla poder detectar altres compostos a part de les feromones. Alguns científics creuen que, en l'ésser humà, l'òrgan vomeronasal no és funcional com en el cas d'altres animals, incloent-hi els cetacis, alguns ratpenats i simis. Aquests científics creuen també que, en humans adults, no hi ha connexió entre l'òrgan i el cervell. No obstant això, existeixen proves en què se suggereix que l'òrgan vomeronasal no s'atrofia i roman funcional durant la vida d'una persona. Per tant, la seva funció en aquests animals i humans, si és real, és encara un misteri.